# Мікропіле

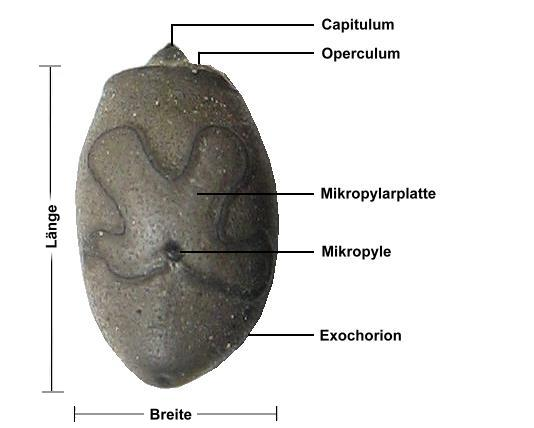
Схема яйця Haaniella erringtoniae з позначеним на ній мікропіле (у центрі)

Мікропіле (від грец. micrós.  — маленький і pýle — вхід) — отвір у оболонках яєць багатьох тварин, слугують для входження у яйце сперматозоїдів. Воно може у інших випадках слугувати для проходження всередину яйця поживних речовин під час його дозрівання. Існує у головоногих моллюсков, комах, осетрових і костистих риб і в інших; зазвичай розташовується у області анимального полюса яйця. Кількість мікропіле на однім яйці можучи коливатись від одного (наприклад, у дрозофілів) до кількох десятків (наприклад, у осетра — до 43). У риб мікропіле — воронковидний канал, діаметр вихідного отвору такий, що перший проникший сперматозоід прегороджує шлях іншим.

Диаграмма сімязачатків, мікропіле у верхній частині

Мікропіле, або пилковхід, існує і у рослин; у них так називається вузький канал у покровах насіного зачатку, котрий може бути заповнений клітками обтуратора, через котрий можуть проникати пилкова трубка.
Відкриття мікропіле зробив Иоганн Петер Мюллер.

## Мікропіле губок
У губок терміном мікропіле позначають тонкий ділянку оболонки сплячої бруньки - геммули - через який клітини залишають оболонку після закінчення періоду спокою  . 